# Première bataille de Homs
Pour les articles homonymes, voir Bataille de Homs.
Invasions mongoles en Syrie
La Première bataille de Homs 
est une bataille entre les armées mongoles des il-khanides et les Mamelouks d’Égypte, lors d’une tentative de l’il-khan Hülegü de conquérir la Syrie. Elle se déroule aux environs de Homs le 10 décembre 1260 et se solde par une défaite mongole.

## Prémices
Après la prise de Bagdad et la destruction du califat, Hülegü, retourne dans ses quartiers d’été en Azerbaïdjan dans sa capitale Maragha. La prise de Bagdad et la chute de Mossoul laissent le monde musulman dans la terreur. Arrivent à Tabriz les princes voisins qui viennent faire allégeance, parmi eux se trouvent les deux frères rivaux Seldjoukides de Roum `Izz ad-Dîn Kay Kâwus l'aîné et son cadet Rukn ad-Dîn Kılıç Arslân. Pour achever la mission que lui a confiée son frère Möngke Khan, Hülegü se doit d’aller conquérir la Syrie. Le pays est alors partagé entre les croisés et les successeurs de Saladin, les Ayyoubides qui règnent à Alep et à Damas. Le prince croisé Bohémond comte de Tripoli et prince d'Antioche est étroitement allié du roi d’Arménie (Cilicie) Héthoum Ier dont il a épousé la fille. Bohémond comme Héthoum Ier font allégeance à Hülegü qui n’est pas hostile au chrétiens. L’ayyoubide Al-Nasir Yusuf qui règne sur Alep et sur Damas envoie son fils Al-`Azîz à Hülegü en signe d’allégeance. Malgré cela l’il-khan est décidé à conquérir la Syrie.
Le plan de campagne des Mongols aurait été décidé dans une entrevue entre Hülegü et le roi d’Arménie Héthoum Ier. Hülegü commence par la conquête de la Mésopotamie qu’il prend aux Ayyoubides. Puis il envahit la Syrie, prend Alep (30 janvier pour la ville et 25 février 1260 pour la citadelle). Les murs d Alep furent renversés ses mosquées démolies ses jardins dévastés Les vainqueurs firent un immense butin dans la citadelle et y trouvèrent beaucoup d’artisans qu’ils retiennent prisonniers. Les Mongols y prirent aussi plusieurs enfants du prince Al-Nasir Yusuf avec leurs mères. Ils trouvent dans les prisons de la citadelle neuf émirs mamelouks baharites dont l’un des principaux est Sunqur al-Achqar. Hülegü reçoit la nouvelle de la mort du grand khan Möngke six mois plus tôt (11 août 1259), il décide de rejoindre ses états et laisse le commandement à son lieutenant Ketboğa. En partant d’Alep il donne l’ordre de raser les murs de la ville et de la citadelle. Il recommande au prince Achraf Musa, petit-fils d’Al-Nasir Yusuf venu faire allégeance, de démolir les fortifications de Homs et de Hama. Ce prince ne fait détruire qu’une petite partie de la citadelle de Homs sa capitale. La citadelle de Hama est rasée, mais les murailles de la ville sont conservées.
Damas est prise (1er mars 1260 pour la ville et 4 avril 1260 pour la citadelle). Al-Nasir Yusuf préfère fuir les Mongols plutôt que défendre ses villes. Au moment d'entrer en Égypte, il se rend aux Mongols plutôt que de se livrer aux Mamelouks. Ketboğa lui promet même de le réinstaller somme sultan de Damas quand la conquête de l'Égypte sera achevée. Mais ce sont les Mamelouks qui battent les Mongols à `Aïn Jâlût le 3 septembre 1260, Ketboğa est fait prisonnier par les Mamelouks, il est exécuté par le sultan Qutuz. Celui-ci est reçu en libérateur par la population musulmane de  Damas. Les Mongols sont repoussés au-delà de l’Euphrate. Les Mamelouks occupent la Syrie musulmane mettant définitivement fin à la dynastie ayyoubide. Baybars exécute Qutuz de sa main lors d’une chasse au lièvre le 24 octobre 1260. Il se fait proclamer sultan aussitôt par les chefs militaires. Hülegü apparaît aux yeux de beaucoup comme un défenseur du christianisme, c’est peut-être ce qui provoque l’hostilité de son cousin Berké le quatrième khan de la Horde bleue et le premier à se convertir à l'Islam. Berké se rapproche des mamelouks et reçoit le soutien de Baybars.

## La bataille
À la fin de novembre 1260, Hülegü reprend l’offensive. Un détachement mongol pénètre de nouveau en Syrie et pille une seconde fois Alep. Les Mongols marchent sur Hama puis vers Homs. Six mille Mongols arrivent devant la ville le 10 décembre 1260. Les princes de Homs et de Hama sortent de la ville avec 1 400 cavaliers. Les Mongols sont mis en fuite et poursuivis ils perdent dans la déroute beaucoup de monde en tués et prisonniers.

## Après la bataille
Les généraux mongols en se repliant repassant à Alep où ils exécutent tous les réfugiés venus d’autres villes. La ville est en proie des pillards, enfin elle est rançonnée par l’émir mamelouk qui en reprend possession. Hülegü meurt le 8 février 1265. Sa mort est regrettée par les chrétiens qui ont vu en Hülegü et son épouse « les deux grands astres de la foi chrétienne », « un autre Constantin et une autre Hélène ». Hulägu eut pour successeur son fils aîné Abaqa (1265-1282). Plus de vingt ans après, en septembre 1281, une armée mongole de 50 000 hommes entre en Syrie. Le roi Léon III d'Arménie apporte ses propres contingents. Aux 50 000 Mongols, s'ajoutent 30 000 Arméniens, Géorgiens et Francs. Cette armée est commandée par le frère d’Abaqa nommé Mengü Temür.